# 吳宗憲
吳宗憲（1962年9月26日—），台灣男主持人、歌手、音樂製作人、演員、商人，出生於臺南市中西區。因參與電視歌唱比賽節目《五燈獎》而嶄露頭角，1987年以歌手身分出道，早年有「星馬王子」之名。1990年代開始進軍綜藝節目，憑藉個人的主持風格竄紅，自2000年起多次成為臺灣主持人收入榜首，在臺灣電視綜藝界與張菲、胡瓜和張小燕合稱為「三王一后」，有「本土天王」、「綜藝天王」、「Local King」之稱號。
在主持和歌唱領域，吳宗憲皆有斬獲，跨域拿下「金鐘獎」和「金曲獎」最佳個人獎項，綜藝娛樂事業橫跨台海兩岸，並涉獵新媒體產業。2008年，吳宗憲獲得第43屆金鐘獎「娛樂綜藝節目主持人獎」；2016年，他與長女吳姍儒搭檔獲第51屆金鐘獎「綜藝節目主持人獎」；2017年與2018年，連續獲得第52屆和第53屆金鐘獎「益智及實境節目主持人獎」。吳宗憲創下台灣電視史第一對父女檔共同獲得金鐘，及個人連三年拿下金鐘獎主持人獎項之紀錄。歌唱事業上，吳宗憲曾提名第3屆金曲獎「最佳國語男演唱人獎」及第6屆、第10屆「最佳方言男演唱人獎」，並於1994年獲得第6屆金曲獎「最佳方言歌曲男演唱人獎」；2013年於第24屆金曲獎，以個人獨唱金曲組曲獲得該屆頒獎典禮播出最高收視。
吳宗憲是台灣第一個登上《時代雜誌》的電視主持人、第一位担任上市或上柜公司董事長的艺人，也曾是中國大陸娛樂圈中擁有最多綜藝節目播出的主持人。同時，他在主持風格、個人生活、公眾形象和公開發表的言行上，不時引起社會各界議論或批判。

## 早年生平
吳宗憲出生於臺南市中西區，閩南裔台南人，母親周麗金；吳宗憲是家中歲數最小的，有一個哥哥吳堂榕和一個姊姊，各相差一岁。吳宗憲幼時，家境小康，家中從事玻璃帷幕事業；但國中時父親生意失敗，家中經濟陷入困境，只靠爸爸擺攤賣甘蔗汁維持家計，吳宗憲兄弟從小四處打工貼補家用。
求學之路不順利的吳宗憲，從小就經常被拿來跟品學兼優的兄姊做比較。吳宗憲於臺南市西區新南國民小學、臺南市立金城國民中學完成基礎學業。國中畢業後，他考進臺灣省立臺南第二高級中學，因故中輟；高中前後念了四年，共念了五所學校，皆未畢業，後來靠自修拿到結業證書，1982年以同等學歷考上大學。吳宗憲前後讀了三所大專，分別為國立中興大學法商學院夜間部（今國立臺北大學進修學士班）法律學系、中國文化大學戲劇學系及國立臺灣藝術專科學校（今國立臺灣藝術大學）影劇科。
吳宗憲以歌手費玉清的《晚安曲》考上國立臺灣藝術專科學校，他受訪曾表示：「都是術科分數幫了我。當時，我抽到上台表演唱歌，唱歌是我最拿手的，上台唱了一首費玉清的《晚安曲》。連評審都說，我是當歌星的料。」。後來吳宗憲讀不到一年，因為一邊念書、一邊在民歌西餐廳駐唱，外務太多，且考量後續欲進入演藝圈之年齡和兵役問題，最後決定休學先服兵役。因此，吳宗憲正式領有畢業證書的為國中學歷。
由於小時候家中隔壁是唱片行，讓吳聽遍流行歌曲長大；高中時，他在臺灣省立臺南第二高級中學擔任吉他社長。十六歲時，吳宗憲第一次參加歌唱比賽，拿下全國冠軍。兩年後，他再報名參加歌唱比賽節目《五燈獎》，隻身前往臺北市發展，並且拒絕家裡的經濟資助，租下月付新台幣800元的頂樓加蓋套房，房子裡僅有一張桌子和一張床；對此，吳宗憲曾經表示：「吃飯的一隻碗和一雙筷子，都是我自己賺來的。」。
到臺北發展後，年少的吳宗憲開始在民歌餐廳駐唱，也曾在脫衣舞廳駐唱、在夜市賣壯陽藥，以及在加油站工作。在一次幫一輛賓士汽車加油時，因為疏忽沒把加油機油槍卡緊，滴出來的汽油弄髒車子；車主因此要求賠錢，並責罵吳宗憲。吳宗憲拿著自己的洗臉毛巾跪在地上擦輪胎，且被站長罰站兩小時，他發誓：「將來我一定要開比她更好的車！」。至1998年，吳宗憲已擁有保时捷作為代步工具。

## 演藝生涯

### 1980年—2000年
1980年代初期前後，吳宗憲於台北一家證券公司打工擔任小弟，閒暇時則與蘇芮一同參加台視的歌唱競賽節目《五燈獎》〈情歌對唱比賽〉；衛冕至四度三關時，由於必須服兵役而放棄衛冕，這也是他進入演藝圈的起點。
在民歌餐廳駐唱時，吳宗憲結識一位音樂製作人，而後在其幫助下，在1985年發行的合輯《新金曲獎－青年創作園地》中錄製演唱兩首歌，第一首歌為《天倫家鄉》，第二首歌為《是否永久》；在完成第一首歌曲後不久，他便入伍服役，並分發至金門藝工隊。退伍後，吳宗憲在民歌西餐廳駐唱，同時在證券公司當營業員助理。對於藉由《五燈獎》比賽出道成為歌手，他曾表示：「就算五度五關，都不見得能出唱片，所以我很清楚，要圓演藝圈的夢，就必須先養活自己！」。除了在音樂界持續籌備發行個人專輯，吳宗憲亦逐漸轉戰綜藝圈和主持界。這段期間，他一方面大量參與校園演唱會和工地秀演出或擔任主持人，曾自言每年約參演150場、十幾年內累積近兩千場校園演唱會，以及累積數百場工地秀，是「地球上跑最多校園演唱會的人」；另一方面進軍電視圈爭取綜藝節目參演和主持機會，同時仍持續發展音樂歌唱事業。
1987年5月，吳宗憲的第一張個人專輯《是不是這樣的夜晚你才會這樣的想起我》發行，他自評「歌紅人不紅」。1990年2月25日，吳發行第二張個人專輯《七夕雨》，開始走紅東南亞，以歌手身分走紅於新加坡、馬來西亞，有「星馬王子」之名。1991年，他以此張專輯入圍第3屆金曲獎「最佳國語歌曲男演唱人獎」。1992年，吳宗憲跨足擔任專輯製作人，替另一主持人徐乃麟製作專輯《深情男人&深情專線》，當中收錄的《7533967》一曲成為徐的代表作之一。
1990年代初期，吳宗憲開始活躍於台灣的黃金時段綜藝節目，與台灣主持界包括有「三王一后」之稱的一線主持人合作演出。1993年，吳宗憲參演華視綜藝節目《鑽石舞台》的短劇單元，出演跑龍套的角色；此外，吳亦不時參演飛梭綜藝台的大型綜藝節目《豬哥亮臭彈秀》，與豬哥亮一搭一唱。隨後，他在張菲擔綱主持的台視週末黃金時段綜藝節目《龍兄虎弟》中成為固定班底。1994年起，吳宗憲在張小燕主持的台視與華視週末黃金時段綜藝節目《超級星期天》擔任多年固定班底與助理主持人。吳宗憲在主持《超級星期天》期間，由於攝影機機位有限，很難兼顧全部人，吳宗憲反應快、常突然插話，導播來不及引導鏡頭，導致鏡頭經常跟不上；吳宗憲曾因此向製作人柴智屏抱怨鏡頭常沒拍到自己，柴智屏建議他說話前先發出聲音提醒導播，以方便導播帶鏡頭。此後，吳便自創「嘿嘿」的口頭禪，並且在往後的主持生涯中一直沿用。
吳宗憲的第一張台語專輯《真心換絕情》在1994年5月5日發行，主打歌《真心換絕情》被中視台語連續劇《火中蓮》選用為片尾曲，他亦以此張專輯獲得第6屆金曲獎「最佳方言歌曲男演唱人獎」。1995年，吳成為華視綜藝節目《笑星撞地球2：戰神傳說》外景主持人，並於同年成為台視綜藝節目《天天樂翻天》主持人。1996年9月12日，發行專輯《我會想你》，銷量達21萬8000張以上，獲白金唱片認證。1997年4月，吳宗憲和胡瓜搭檔主持中視綜藝益智節目《天才Bang!Bang!Bang!》；同年，吳宗憲帶領男子合唱團體「咻比嘟嘩」出道，由吳宗憲、小鐘（鐘昀呈）、小馬（倪子鈞）和劉畊宏組成。1998年3月21日，吳接替龍劭華擔綱主持中視綜藝節目《我猜我猜我猜猜猜》，大受歡迎，讓他從此成為台灣和華人世界知名的節目主持人之一。1998年6月，吳發行專輯《吳宗憲的台語歌》；1999年，以此張專輯入圍第10屆金曲獎「最佳方言男演唱人獎」。2000年8月，吳宗憲率領旗下的子弟兵「憲憲家族」舉行生平第一場大型個人演唱會。

### 2001年—2010年

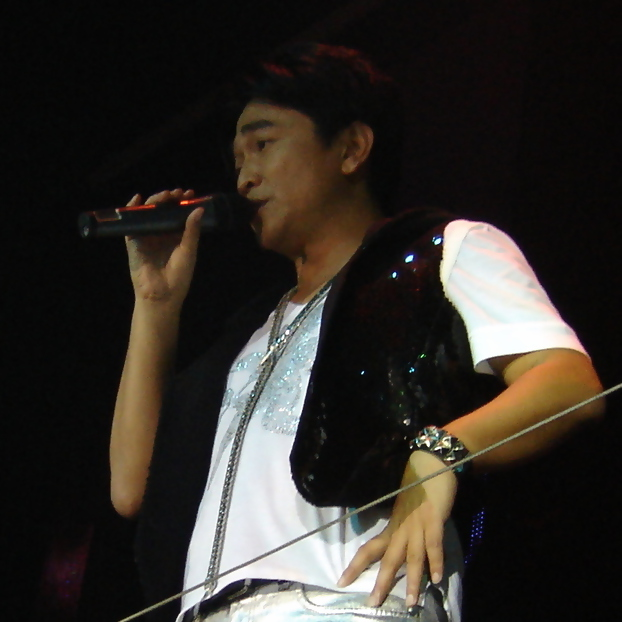
2008年在杭州的吳宗憲

自從吳宗憲將演藝事業重心轉移到主持後，他以經常使用時下流行用語，具敏捷臨場反應、犀利口才和幽默無厘頭風格著稱。吳宗憲的演藝事業在2000年後開始攀上顛峰，他最多同時握有六個電視節目；除了每天都可在電視上看到吳主持的節目，他的事業總收入曾為台灣全體藝人年度總冠軍，其收入和副業成為話題與焦點，台灣媒體稱其為「會走路的印鈔機」。從此，吳宗憲多次成為臺灣主持人收入榜首，他拿下2000年、2001年、2002年、2003年、2005年、2006年、2007年、2009年、2012年、2013年、2015年、2017年、2021年、2022年臺灣主持人收入榜首。2001年4月，吳宗憲透過所屬的唱片公司BMG安排，接受《時代雜誌》亞洲版專訪，成為台灣第一位接受該雜誌採訪的主持人，也是第一個登上國際主流媒體的台灣電視主持人。
隨著在台灣演藝圈和主持界的事業發展，吳宗憲的主持風格、感情生活和個人言行舉止開始受到外界關注，不時引發討論或爭議。2000年8月，他被藝人黃安爆料早在1990年就與妻子張葳葳結婚，且育有四名子女，卻沒正式登記結婚、未婚生子，亦從未向外界公開；後來吳表示自己為了演藝事業和個人形象，要求妻子不要辦理結婚登記。2001年，香港的八卦新聞娛樂雜誌《壹週刊》進軍台灣，吳宗憲於同年6月向《壹週刊》和其所代表的狗仔文化宣戰。同年6月28日，吳宗憲與女藝人鍾真召開記者會，表示當時新一期《台灣壹週刊》所報導有關兩人的緋聞是他自己設計的；吳宗憲除了公開播放設局影片為證，也將所主持節目攝影團隊拍攝假緋聞的錄影帶寄給《壹週刊》。在記者會上，吳宗憲表示：「我想跟《壹週刊》的朋友們講：你們很精明，你們也很幹練，但是你們上當了」，他同時批判《壹週刊》敗壞台灣社會風氣，希望中華民國行政院新聞局監督；由於《出版法》已廢止，新聞局無法可管，吳成為台灣第一個反制狗仔隊的藝人。
另一方面，吳宗憲不斷嘗試拓展自己的觸角，開始涉獵不同事業。自1990年代後期，吳開始創立屬於自己的演藝團隊「憲憲家族」，家族的主持人中以同年出道的康康和NONO成為吳身邊的頂尖搭檔，媒體《聯合報》評價他們三人的組合「默契一級棒」。2001年後，吳宗憲的娛樂和媒體事業陸續結束營業或轉賣。在主持事業方面，2003年，吳宗憲和胡瓜是台灣主持人中節目量最大的兩人，每錄製完成一小時節目的主持酬勞價碼為新台幣25萬元左右，一週之中幾乎每天都有由其擔綱主持的節目播出；該年5月時，吳宗憲同時主持《我猜我猜我猜猜猜》、中視《周日八點黨》、台視《綜藝旗艦》以及超視《天堂與地獄》，吳的平均周薪約新台幣180萬元，當月他在華視再接下一個每週五晚間播出的益智遊戲節目《天才GO GO GO》。媒體「新浪娛樂」評論這些節目中的《周日八點黨》除了「奠定吳宗憲的綜藝天王地位」，也讓合作主持的康康和NONO成為他的頂尖搭檔。
2006年起，吳宗憲進軍中國大陸。繼重慶衛視的選秀節目《娛樂星工廠》開播後，他致電邀約歐漢聲合作，兩人與柳岩一起主持陝西衛視綜藝節目《週六樂翻天》；這也是歐漢聲於中國大陸發展的契機與開端。此時，吳宗憲有央視的《中華情 情藝在線》，以及已錄製完成的節目出售華娛衛視和星空衛視播出，他成為中國大陸擁有最多綜藝節目播出的主持人。另外，吳宗憲也擔綱主持中央广播电视总台中秋晚会（即「央視秋晚」）首度赴台北錄製、於同年10月6日播出的《海峽月、中華情》台北場。至2007年3月底，由於中華人民共和國國家廣播電影電視總局規定港臺藝人擔任臨時主持人的次數不得超過限制，吳失去《週六樂翻天》主持棒，節目改由不同主持人輪流代班。同年10月，他在台灣的節目隨著有線電視頻道的三個節目停播或換人主持，從六個減為三個，其中之一的《KUSO廚房》在第一季播畢後，第二季改由胡瓜接手；同月，從未得過金鐘獎的吳宗憲，以中視綜藝節目《周日八點黨》入圍第42屆電視金鐘獎「娛樂綜藝節目主持人獎」，成為台灣主持界「三王一后」中唯一入圍該屆電視金鐘獎的人。這段期間，吳宗憲拓展副業的想法讓他開始鑽研投入LED產業。
2008年10月31日，該年度電視金鐘獎評審團在第一輪投票時一致通過，吳宗憲和阿雅（柳翰雅）以中視綜藝節目《我猜我猜我猜猜猜》獲得第43屆電視金鐘獎「娛樂綜藝節目主持人獎」。當晚同時擔任金鐘典禮主持人的吳宗憲趣稱：「從評審老師的手上，接過來金鐘獎的獎座，同時也把社會責任接到我的手上，以後我的節目不會好看。」吳首度在主持領域獲得獎項肯定，並同時擁有金曲和金鐘雙獎項。
2009年，媒體報導憲憲家族成員集體出走，除了小鐘與家族續約，NONO、馬國畢、張峰奇和丫子等人皆以解約或不續約之方式離開家族。另一方面，吳宗憲於同年開始公開表達個人退出演藝圈意願，他曾表示自己无法如期退休只因碍于人情，亦有質疑其藉機調漲主持酬勞，抑或推出新作品之觀點，引起外界議論。2009年3月，吴宗宪於中國大陸受訪時表示演藝工作對自己已經不具任何挑戰性，他将于該年6月30日全面退出演艺圈，專心投入LED事業。7月以後，吴宗宪表示自己需履行工作合约，將在中國大陸開設數個節目，吳的子弟兵對此趣稱他的退休規劃不會實現。
2010年至2014年，吳宗憲與高凌風、康康組成「三大難高音」，不時進行巡迴演唱會，並在第45屆電視金鐘獎頒獎典禮演出。

### 2011年—2015年
由於數年來醉心於經營LED事業，自2010年后吴宗宪在台湾的综艺节目数量逐漸减少；至2013年5月4日，其主持的《周六大挑战》停播，吴宗憲在台已沒任何节目在手。两个月后，他获得三立的带状節目《綜藝大熱門》。
曾受LED事業拖累的吳宗憲，往後數年持續創下各種紀錄並參與演藝圈公共事務。2013年7月6日，他在第24屆金曲獎的節目單元「Music I Remember回憶。上弦樂」中，演唱由十多首得過歷屆金曲獎的歌曲所組成之組曲，是該屆金曲典禮電視播出後收視最高的段落，創下收視率6.76的紀錄；同年8月，吳宗憲成為選秀節目《超級接班人》評審之一，他一改搞笑作風、嚴格評選。2014年3月8日，由吳宗憲負責節目統籌、擔任節目總導演的高凌風紀念演唱會《40周年演唱會─藍寶石之夜》如期演出。該年7月，吳新開播的華視外景節目《寶島縱貫線》播出一集後被腰斬，主因除了節目收視欠佳，也跟他不照腳本的急智主持方式有關，該節目亦創下臺灣電視史上最短命的綜藝節目之紀錄；7月19日，吳宗憲擔綱主持三立新節目《綜藝玩很大》。媒體「三立新聞網」報導該節目於2017年9月創下開播以來的收視紀錄。
2015年9月26日，吳宗憲以三立綜藝節目《綜藝大熱門》入圍第50屆電視金鐘獎「綜藝節目主持人獎」，再度成為「三王一后」中唯一入圍該年電視金鐘獎的人。此外，他在典禮上與前新聞主播沈春華共同擔任頒獎嘉賓，該段節目收視率為4.17，為第50屆金鐘獎頒獎典禮收視最高點；而吳宗憲在頒獎前，針對台灣電視史上娛樂圈和電視媒體產業的各種轉變和現象，發表針砭評論之引言，亦成為台灣娛樂圈話題，自此開始有「憲神」之稱。
同年10月2日，因身為媒體人暨政治人物的馮光遠針對吳宗憲在金鐘獎頒獎典禮上感嘆電視節目難做和產業生態改變的引言，於社群媒體「臉書」的個人頁面發表「放屁！」的評論，兩人透過媒體隔空交火，並因此受邀參與錄製政論節目《正晶限時批》。吳宗憲和好友沈玉琳，與馮光遠針對吳馮雙方對於第50屆金鐘獎相關發言爭議進行辯論，雙方直到節目結束仍在臉書交鋒；該集節目收視率達到0.85，較平時收視率高出0.3，為該節目開播以來第二高的紀錄，這也是吳首次參演政論節目的處女秀。同年12月31日，他主持的《2016臺北最HIGH新年城跨年晚會》電視直播平均收視率2.63，為臺北跨年晚會有史以來最高收視率。

### 2016年—至今
在逐漸擺脫媒體對於LED事業失利的關注後，吳宗憲除了自身的演藝事業持續運行，亦逐步帶領子女進入演藝圈或接班事業。2016年1月25日，吳宗憲主持中天綜藝節目《小明星大跟班》，頂替《康熙來了》，而主持搭檔是長女吳姍儒。同年2月，媒體報導胡瓜評論吳已為台灣第一名的主持人。10月8日，吳宗憲父女以《小明星大跟班》拿下第51屆電視金鐘獎「綜藝節目主持人獎」，吳相隔八年再次獲得金鐘獎，也是台灣電視史上第一對同獲金鐘的父女檔主持人。而吳宗憲和浩角翔起搭檔主持的《第51屆金鐘獎頒獎典禮》平均收視率為4.33，創下五年來金鐘收視最高峰。同年，吳受訪表達自己可能的退休規劃，因接下新節目而打亂原先計畫。
2017年9月30日，吳宗憲與KID以《綜藝玩很大》獲得第52屆電視金鐘獎「益智及實境節目主持人獎」，連續兩年拿下金鐘個人獎項，亦雙料入圍該年度主持獎項。此外，吳宗憲在該屆典禮上與女兒吳姍儒共同擔任頒獎嘉賓，該段節目收視率為4.23，成為典禮收視最高點。同年12月，他受邀擔任衛視中文台歌唱選秀節目《歌神請上車》第二季總決賽嘉賓評審長，媒體報導其講評犀利。2018年7月28、29日，吳宗憲首次在台北小巨蛋舉辦兩場個人演唱會各1.1萬張門票皆完售和近2萬人在線搶購；吳宗憲的兩場演唱會創下超過70組藝人嘉賓以及最多藝人上小巨蛋舞台合唱的紀錄。同年8月4日，他和吳姍儒在東森購物台的直播節目中共同促銷代言的品牌鍋具皆完售、獲台幣300萬元業績。10月6日，吳宗憲與KID以《綜藝玩很大》獲得第53屆電視金鐘獎「益智及實境節目主持人獎」，二度連莊、再度拿下此獎項，兩人獲獎之節目片段播出後收視率達3.49，為該年頒獎典禮收視率最高點。吳宗憲除了連續二年成為典禮收視最高點，亦創下個人連三年奪得金鐘獎主持人獎項紀錄。
2019年1月5日，吳宗憲和獨子鹿希派一同參演由台視舉辦、將於農曆新年除夕播出的特別節目《2019超級巨星紅白藝能大賞》演唱會，於臺北小巨蛋登台演出。同年5月18、19日，他在高雄巨蛋連續二天舉辦個人演唱會。8月，吳宗憲主持的三個節目全數入圍該年第54屆電視金鐘獎，其中《綜藝大熱門》和《綜藝玩很大》分別雙料入圍節目及主持人兩個獎項，聯合新聞網報導數年來兩節目的收視率在台灣獲同時段第一名，他總共入圍五個節目和個人獎項，創下個人及臺灣綜藝史紀錄，最終鎩羽而歸。2020年7月，吳宗憲進駐中國大陸網路影音平台「Bilibili」（B站），經營個人頻道。自2018年後，吳宗憲數次公開談及自己對於手上的節目和自身將來退休相關規劃，退休後可能投入產品研發和販售商品。

## 副業經營
除了主持演藝事業，吳宗憲參與的副業為外界關注。吳相當熱衷經營、投資和發展主持事業以外的副業，即便在擁有多個節目時，他仍投入其他事業，包括房產、商場、健身房、出版社、餐廳、唱片公司和藝人經紀等領域，LED事業投資失利前亦曾在台灣持有總值約達台幣6億元的十餘筆房產，台灣媒體評價吳宗憲是台灣藝人投資副業多元可觀的代表。

### 娛樂媒體
自1990年代後期，吳宗憲開始創立「憲憲家族」。他招攬屬於自己的演藝人馬，納入旗下經紀公司，搭配往後幾年陸續發展的副業體系和各種資源，成立藝人團隊「憲憲家族」。家族全盛時期旗下包括康康、阿輝、NONO、咻比嘟嘩、周杰倫、方文山、温嵐、柯有倫、施文彬、比莉、馬維欣、謝麗金、郁方、馬力歐、楊子儀、張懷秋、邱凱偉等藝人；家族旗下另擁有有線電視頻道「ET Jacky」和唱片公司「阿爾發唱片」，並且與經紀人吳翊鳳（Amy）旗下有吳辰君、賈靜雯、陳昭榮、陳柏霖和王宇婕等藝人的「Amy家族」策略結盟，合組經紀公司「星之國際」。星之國際於2003年9月推出由吳宗憲和吳翊鳳共同擔任製作人，陳柏霖、柯有倫和王宇婕擔綱主演的偶像劇《極速青春》。憲憲家族中的主持人，由吳宗憲、康康和NONO組成的主持搭檔成為受觀眾喜愛的組合。2001年，傳出吳宗憲因阿爾發持續虧損，以台幣3億元將公司出售給「好樂迪集團」；2002年，好樂迪完成入股併購阿爾發。2002年2月起，比莉、康康、阿輝和「咻比嘟嘩」的小馬等人陸續離開憲憲家族；其中康康於2004年4月合約期滿後離去，小馬亦於同年8月約滿離開，家族成立初期的要角僅剩NONO和「咻比嘟嘩」的小鐘留下，家族後來另招募瑤瑤、洪誠陽和蔡旻佑等十多位新人。2003年1月1日，獨資經營的吳宗憲因不堪虧損而退出有線電視頻道事業，ET Jacky走入歷史；於此前後，憲憲家族與Amy家族結束合作關係。
這段期間，吳宗憲嘗試跨足電影領域，拍攝、演出電影作品。1999年，他自編、自導、自演首部個人作品《神探兩個半》，憲憲家族旗下主要藝人和柯受良、陳小春、當時為「羅密歐」的羅志祥與歐漢聲皆參與演出；由温嵐擔任女主角，陳小春飾演名為「周杰」的男主角，方文山亦客串演出「日本鬼」。吳投入台幣1,600萬元的成本，全台票房約500萬元。吳宗憲後來再於2004年主演由朱延平執導的《人不是我殺的》以及《一石二鳥》兩部作品，據報導兩部電影在台灣的票房合計約台幣5萬元。
2016年，吳宗憲再創立「容易文創有限公司」，數年後由二女兒吳則含擔任總經理並專責海外事務。

### 發掘藝人
吳宗憲於1990年代發展藝人經紀事業期間，發掘演藝新人出道，他約於1997年前後陸續發掘周杰倫、方文山和温嵐等人。1997年8月，周杰倫首次在螢光幕前亮相。由於周杰倫和高中同學參加TVBS-G的歌唱選秀節目《超級新人王》，節目主持人吳宗憲認為周杰倫有潛力進而發掘進入樂壇。當時各界不看好周杰倫的樣貌以及成為流行樂界偶像的可能性和音樂實力，時有曲目未被人採用而退稿。吳宗憲先讓周杰倫專注作曲，再讓他登上自己的節目表現曝光，並以自己旗下的電視台密集播送周杰倫歌曲的MV。後周杰倫的作品受到歡迎，周亦成為華語流行樂代表人物，周曾公開表示：「沒有吳宗憲就沒有周杰倫」。
同樣在1997年前後，方文山將100多首創作歌詞投寄台灣各大唱片公司毛遂自薦皆無結果。約二個多月後，他接到吳宗憲本人去電，簽下作詞合約，成為阿爾發唱片的作詞人。後來方與周杰倫合作，發表超過200首以上歌詞，在兩岸三地不時獲獎；方文山曾受訪表示自己在生命中的貴人就是吳宗憲。另一方面，温嵐因參加《超級新人王》以其唱腔受到吳宗憲注意，而與阿爾發簽約進入演藝圈。1998年，温嵐與吳宗憲合唱由周杰倫作詞、作曲的〈屋頂〉，該曲成為台灣KTV點唱排行榜第一名，也成為華語流行樂男女對唱的國民情歌，她因此在演藝圈走紅。温嵐曾表示：「千言萬語也說不盡對憲哥的感謝，沒有憲哥也就沒有今天的温嵐。」。
此外，吳宗憲亦發掘鐘昀呈、倪子鈞、梁一貞、楊子儀、邱凱偉、張懷秋、馬力歐、瑤瑤等「憲憲家族」成員。

### LED
2006年左右，好友沈玉琳因工作結識從事光源生意的「台灣光屋照明事業集團」老闆，並介紹吳宗憲當代言人，因而引發吳對照明事業的興趣，他開始鑽研投入LED產業。至2008年，吳宗憲買下LED照明設備公司「阿爾發光子科技股份有限公司」半數股權，進軍LED市場，往後數年內成為他個人事業生涯中的挑戰。
2009年4月，媒體報導吳宗憲為擴充產能而持續投資、快速消耗資金，並於同年6月入主台湾印刷电路板上櫃公司「翔昇電子股份有限公司」（H&T Electronics Co., Ltd.）出任董事長，成为台湾第一位担任上市或上柜公司负责人的艺人。直到該年12月2日上午，翔昇電子舉行臨時股東會，吳宗憲遭解職，董事長任期為168天，並全面改選董監，吳宗憲受訪否認自己遭解職，而是主動請辭，且自己仍為公司大股東；同月7日，吳表示由於翔昇有新台幣6億元借款，自己在風險考量下請辭董事長。
同年，由於面臨LED經營虧損困境，吳宗憲向好友時任「聯明行動科技股份有限公司」董事長許豐揚求助，二人於該年共謀掏空聯明公司共新台幣3,250萬元。在已知吳的阿爾發光子科技產能不足下，聯明以向阿爾發採購價值新台幣1.8億元的60萬片LED產品之名義，開立面額共6,000萬元預付貨款本票，吳宗憲涉嫌挪用1,250萬元償還個人債務，許等人則涉私吞剩餘的2,000萬元；之後兩人取消原交易，形成買賣不成的假象。案發後，檢方依《證券交易法》的業務侵占等罪起訴吳、許等11人，吳宗憲於一審認罪，臺灣台北地方法院於2013年12月27日判處吳有期徒刑1年10個月、緩刑3年，另須支付公庫新台幣300萬元；檢察官和吳宗憲皆未上訴，案件定讞，後吳履行緩刑條件完畢。案件宣判當晚，吳宗憲在自己的微博發表聲明表示自己從未經手財務、亦未做過任何違背良心的事，此案是遭受童年朋友無端牽連。此外，為填補財務虧損，吳宗憲名下房產遭法院查封拍賣，媒體報導他共負債約新台幣7、8億元。
2018年，吳宗憲受訪談及當初LED事業結束後，他負擔所有員工的資遣費作為交代，而原LED工廠則轉型生產其他產品。至2021年7月24日，由於吳在個人臉書上發文提及父母的家教，有網友留言抨擊他曾掏空公司，吳宗憲反駁自己從未有此行為。

## 个人生活

### 個人
吳宗憲接受節目專訪時表示，自己的個性原本非常內向，而與生俱來的急智反應和幽默感是遺傳自個性無厘頭的父親，以及受到小時候的成長環境影響，父母當初亦反對自己往演藝圈發展。吴曾在节目中多次教授同行艺人剥虾吃蟹的方法；他好寫書法，亦嗜抽雪茄和熱愛高爾夫球。宗教信仰方面，他初称自己为无神论者，后来因妻子信仰基督教，吴宗宪也于2010年左右成为基督徒。他曾在上節目時稱自己因工作忙碌、長期睡眠不足，藉由「龜息大法」保持精神。另外，吳宗憲不時在經濟方面幫助友人度過難關，如藝人乾德門、薛志正（後改名薛子騛）和蔡頭等人。

### 家庭
吳宗憲和妻子育有一子三女。妻子張葳葳是客家人、家庭主婦，曾於2009年舉辦個人畫展義賣；張葳葳的畫作平均一幅要價台幣50萬元起跳，展場裡36幅作品至少售出34幅，所得共計約1,700萬元，全數捐贈慈善機構。
大女兒吳姍儒畢業於華盛頓大學巴薩爾校區，2013年出道成為藝人；不論在事業或家庭生活，父女關係緊密，吳宗憲曾表示兩人說好「不能有秘密」。二女兒吳則含同樣畢業於華盛頓大學。2016年，吳宗憲創立「容易文創有限公司」後，起初由吳則含擔任副總經理，後至業界的貿易公司擔任時尚採購，之後回容易文創管理自家公司，擔任總經理。三女兒吳奕佳畢業於紐約視覺藝術學院。小兒子吳睿軒畢業於波士頓伯克利音樂學院，2018年以藝名「鹿希派」（「LucyPIE」）出道成為藝人；同年8月，因涉嫌恐嚇公眾罪，吳宗憲曾一度宣佈吳睿軒退出演藝圈；2021年聖誕節，吳睿軒因大麻爭議被警方拘捕，後因未有事證獲不起訴處分。
吳宗憲曾對外表示，家裡吃飯時都會多擺一份碗筷。原因是吳宗憲媽媽的妹妹在小時候為了躲避當時台灣光復前的美軍轟炸，意外被牛車輾過逝世。後來，吳宗憲的家人被阿姨托夢，希望能夠結婚、嫁給自己的姐夫，感受家庭的幸福，於是吳宗憲的爸爸娶了自己的小姨子。

## 爭議
1998年，吳宗憲被藝人黃安在廣播節目中爆料其已婚，對外隱瞞已於1990年與妻子張葳葳結婚並育有四名子女的事實，吳宗憲對此否認。2000年，吳宗憲召開記者會承認自己在1990年與妻子張葳葳結婚，育有四名子女，瞞婚達十年；至2003年，他與張葳葳正式登記結婚。媒體報導吳宗憲與多位被媒體冠上「憲嫂」之稱的女藝人包括陳孝萱等人傳出緋聞，亦常同時與多名女性交往，曾與女友發生肢體衝突，遭女方父親報警處理。
自2000年起，經中華民國財政部國稅局調查吳宗憲個人所得稅和旗下公司的營業稅發現，他的旗下事業至2006年三度「逃漏稅」，吳宗憲於上訴抗稅敗訴後須補稅和罰緩總計新台幣1,080萬元。至2008年2月，吳宗憲和國稅局的另一起稅務官司敗訴，法院判定吳於2000和2001年度遭追查之漏稅罰款超過新台幣3,100萬元，吳本人回應批判台灣的納稅制度有問題，亦將繳清款項，而吳的公司亦認為國稅局判定的金額太高。2009年8月，吳宗憲欲前往中國大陸參加隔日於北京首錄的山東衛視節目錄影，在機場遭海關以欠稅新台幣500萬元未繳為由限制出境，吳隨後繳清500萬元款項。2017年年初，吳宗憲遭爆料欠稅新台幣300萬元未繳，他於同年4月受訪表示自己不知道申報詳情。
2000年6月，媒體人李艷秋批評，吳宗憲常在節目中開黃腔，嚴重影響社會風氣。同年8月19日上午，行政院新聞局與婦女新知基金會合辦「體檢電視綜藝座談會」，代表保守派聲音的婦女新知基金會董事胡淑雯與國立台灣大學新聞研究所副教授張錦華批評，胡瓜與吳宗憲是男性沙文主義的代表人物，「這些人通常在節目當中，集體對女性身體意淫」；代表性解放聲音的學者何春蕤則肯定吳宗憲在主持方面的靈巧度及接受觀眾挑戰其主持權威，並肯定吳宗憲提供遐想的空間，「在禮教的束縛下讓孩子們感到很自在」。此外，吳宗憲於2016年6月在節目中為求綜藝效果使用娘砲、娘娘腔等用詞，吳認為「娘娘腔」是形容詞而非歧視言論。
2000年9月25日，吳宗憲主持由法國女藝人蘇菲·瑪索主演電影之記者會；因吳遲到並嚼口香糖出席記者會，讓蘇菲·瑪索感到吳的態度不佳，引發網友批判；同月28日，吳宗憲受訪時稱對方為「脫星」，認為自己不需隨其情緒反應。
2004年5月6日凌晨5時30分，吳宗憲於台北市忠孝東路在未攜行照和駕照且酒醉情況下，酒後駕駛載著三名女性遇警察臨檢，而吳宗憲拒絕下車接受酒測，並開車違規迴轉、與警方追逐以逃避臨檢。台北市議員羅宗勝質疑吳宗憲在與警方僵持一小時後，才進入派出所補受酒測，且案發後數小時即搭機出境。此事引發輿論質疑批判。
2005年11月19日，台視綜藝節目《齊天大勝》播出的招牌單元〈IQ大會考〉中，吳宗憲提及「伊斯蘭教先知穆罕默德曾經喝過豬奶，所以禁止伊斯蘭教徒吃豬肉」的錯誤資訊。在台灣穆斯林抗議後，吳宗憲於同年12月7日向中國回教協會理事長趙錫麟鞠躬道歉。
2006年，吳宗憲公開批評公視基金會轉播王建民棒球賽和製播綜藝節目是「與民爭利」，引起爭議。同年8月8日，公視發出聲明稿表示對吳宗憲的言論深表遺憾，也表示若吳宗憲不道歉，公視不排除採取法律行動；後來吳宗憲道歉。
2007年9月1日，吳宗憲於中視節目《我猜我猜我猜猜猜》的單元〈人不可貌相〉中，在翻閱當日來賓攜至錄影現場的輕小說《涼宮春日的憂鬱》時加入自編的笑話：「後來有一個男人把我拖出來，他的手指頭在我潔白的身軀上磨蹭，然後點燃了他的慾火，然後用力的吸吮我。──我是一根香菸。」該段節目播出後，有多位港日台ACGN迷至該節目討論區抗議；他們認為吳的言論有暗示並誤導觀眾「輕小說是官能小說」的傾向，且吳在不了解該作品前，便以此等同毀謗之行為中傷他人心血結晶，要求吳出面道歉。吳宗憲聽聞後表示：「那是我編出來的笑話，與書內容無關，沒有說輕小說是色情書刊。」並在記者提示引發爭議之輕小說的書名後自稱為涼宮迷但拒絕向任何組織團體致歉並反駁是ACGN誤解其意思，對該族群的反感感到不解。該作出版商「台灣角川」對吳在節目上的言論發表聲明要求製作單位澄清，以致中視發表聲明對外解釋。
2017年10月15日，吳宗憲受訪談及藝人白雲遭傳劈腿「Nana」西田惠里奈，他表示自己支持男方，評論女方的爆料行為是報復或炒作，且兩人不具婚姻關係，女方亦有劈腿自由。同月19日，Nana於記者會對白雲和吳宗憲哭泣致歉並哀求吳停止斥責，引發網友不滿並於吳的臉書留言撻伐，吳主動發文邀約網友針對事件討論；網友提及吳與女藝人陳孝萱交往一事，亦有人表示希望吳的女兒有相同結果，吳宗憲對此斥責並揚言蒐證提告網友。
2018年5月，臺灣臺北地方檢察署針對吳提告網友一案指出，四名網友到案說明後否認詆毀吳宗憲，指稱因為吳的言論讓他們感到不滿，並認為吳身為公眾人物卻擁護劈腿為不良示範。檢方認為四名網友留言內容皆為針對吳宗憲言論的意見評論，無誹謗之意、不構成誹謗等罪；況且吳身為公眾人物其言論應受公評，因此檢方直接將四名網友給予不起訴處分。
2018年8月20日，吳宗憲與兒子鹿希派召開記者會，為鹿希派於前一日在私人Instagram發布的「炸北市府」言論道歉，並宣布兒子退出演藝圈以示負責；鹿希派因此創下台灣新人出道23天便退出演藝圈的最短紀錄。三天後，吳在個人直播中提及鹿希派不再是自家經紀公司藝人，表示自己和其吳姍儒不會提供協助，希望兒子自行從演藝圈基層努力；吳另稱會讓兒子自己去上節目通告，似為鹿希派的演藝生涯留下發展空間，引發網友抨擊。
2019年12月3日，吳宗憲受訪時提及參加中國大陸節目《追我吧》猝死的藝人高以翔，批評韓國綜藝的實境秀風潮造成不良風氣，皆為韓國人的過錯，傷及參加此類節目的藝人；韓國網民批評其說法荒謬。
2020年3月，吳宗憲於節目上對憂鬱症表示其由於患者心態「不知足」而引發，相關言論引起爭議。2021年7月，他受訪解釋當時自己主要是為鼓勵患者保持正面積極之心態而有該言論。
2021年6月，吳宗憲以其經營之副業公司「PGTalk」執行長身分，宣布捐贈11萬劑新型冠狀病毒抗原快速檢測試劑，供台灣基層各地的村、里辦公室索取使用，該捐贈活動之試劑索取分發規則、申請程序以及所主張之公益活動性質，引發外界質疑和批判。
2021年12月25日，吳宗憲的兒子鹿希派涉嫌在台北市的夜店外吸食大麻遭警方逮捕，經檢察官訊後以新台幣10萬元交保；吳宗憲得知後公開表示為人父母應負責任，並請求法官從重量刑。吳在鹿希派的專輯發片記者會上，評論鹿希派並表示兒子之後將前往中國大陸工作，媒體與網友評價認為吳宗憲父子於記者會的互動荒謬特異。

## 公共政策觀點

### 台灣影視媒體產業
2016年10月8日，吳宗憲在第51屆電視金鐘獎頒獎典禮上，與浩角翔起表演脫口秀，稱台灣電視圈的問題來自於市場，表示中國大陸的電視劇和綜藝節目進入台灣市場很多年，但在中國大陸看不到台灣的任何節目，明明台灣有很好的軟實力，卻沒有足夠市場發揮；他借喻，這個現象就像在台灣若沒有YouTube還有優酷，沒有Google還有百度，沒有Facebook還有微博。這段話由於吳在提及優酷等中國大陸網路平台時加了「我們」二字，被部份台灣網友認為沾染政治。同日，吳宗憲在典禮慶功宴表示這是網友誤會，他駁斥如Google、Facebook、YouTube等網路平台進不了中國大陸市場，進去以後也要和當地媒體合作，「我們才可以在裡面播啊，才能有市場」；他拿Facebook等網路平台與微博、百度相對照，是因為台灣當下沒有這樣的平台，台灣業者要作生意就必須上中國大陸的平台，要交流、合作、和諧才會有未來。吳宗憲在Facebook公開當時的台詞講稿，上面寫「沒有關係！沒有Google、還有百度嘛，沒有YouTube、還有優酷嘛！沒有FB，那微博也不錯」，而頒獎典禮提詞機上出現的是加上「我們」二字的版本。隔日，該屆金獎典禮節目製作人湯宗霖表示這是工作人員的疏忽，「稿子是我跟憲哥研究出來的，最後定案是把『我們』拿掉；沒想到字幕組工作人員沒有拿掉，等於是『誤植』，導致憲哥看著字幕機照稿唸出來，引起風波」，並向吳宗憲道歉。

### 《海峽兩岸服務貿易協議》
2018年3月27日，吳宗憲受訪時批評台灣已經沒有是非對錯，當年的太陽花學運導致《海峽兩岸服務貿易協議》沒有完成，「什麼叫做愛台灣，要不然輪到我來占領，我來號召一票朋友來占領立法院，對不對？」。吳認為該協議未通過「對藝能界的傷害極大」，並喊話：「台灣真的要走出去，要不然年輕人機會在哪裡，22K你怎麼領得下去？」。

### 新冠肺炎疫情期間口罩產銷
2020年2月9日，吳宗憲針對中華民國行政院長苏贞昌在新冠肺炎疫情期間禁止口罩出口一个月的禁令，認為蘇的外交辭令有問題，可以表達得更委婉；他也不贊成政府花費新台幣2億元建立口罩生產線，認為一旦市場不再有這些需求，口罩產線就會停運，反倒變相浪費納稅人的錢。

## 作品

### 電視節目
| 年份         | 頻道                   | 節目名              | 備註    |
| 2023年9月2日 | 衛視中文台、臺灣電視台 | 《嗨！營業中第2季》 | VIP客人 |

## 獎項紀錄

### 金曲獎
| 年份   | 獲提名             | 獎項                               | 結果 |
| ------ | ------------------ | ---------------------------------- | ---- |
| 1991年 | 《七夕雨》         | 第3屆金曲獎 最佳國語歌曲男演唱人獎 | 入圍 |
| 1994年 | 《真心換絕情》     | 第6屆金曲獎 最佳方言歌曲男演唱人獎 | 獲獎 |
| 1999年 | 《吳宗憲的台語歌》 | 第10屆金曲獎 最佳方言男演唱人獎    | 入圍 |

### 金鐘獎
| 年份   | 獲提名               | 獎項                                | 結果 |
| ------ | -------------------- | ----------------------------------- | ---- |
| 2000年 | 《電視大國民》       | 第35屆金鐘獎 綜藝節目主持人獎       | 入圍 |
| 2006年 | 《周日八點黨》       | 第41屆金鐘獎 綜藝節目主持人獎       | 入圍 |
| 2007年 | 《周日八點黨》       | 第42屆金鐘獎 娛樂綜藝節目主持人獎   | 入圍 |
| 2008年 | 《我猜我猜我猜猜猜》 | 第43屆金鐘獎 娛樂綜藝節目主持人獎   | 獲獎 |
| 2009年 | 《我猜我猜我猜猜猜》 | 第44屆金鐘獎 娛樂綜藝節目主持人獎   | 入圍 |
| 2015年 | 《綜藝大熱門》       | 第50屆金鐘獎 綜藝節目主持人獎       | 入圍 |
| 2016年 | 《小明星大跟班》     | 第51屆金鐘獎 綜藝節目主持人獎       | 獲獎 |
| 2017年 | 《綜藝大熱門》       | 第52屆金鐘獎 綜藝節目主持人獎       | 入圍 |
| 2017年 | 《綜藝玩很大》       | 第52屆金鐘獎 益智及實境節目主持人獎 | 獲獎 |
| 2018年 | 《綜藝玩很大》       | 第53屆金鐘獎 益智及實境節目主持人獎 | 獲獎 |
| 2019年 | 《綜藝大熱門》       | 第54屆金鐘獎 綜藝節目主持人獎       | 入圍 |
| 2019年 | 《綜藝玩很大》       | 第54屆金鐘獎 益智及實境節目主持人獎 | 入圍 |
| 2020年 | 《綜藝大熱門》       | 第55屆金鐘獎 綜藝節目主持人獎       | 入圍 |
| 2021年 | 《綜藝玩很大》       | 第56屆金鐘獎 益智及實境節目主持人獎 | 入圍 |
| 2022年 | 《綜藝大熱門》       | 第57屆金鐘獎 綜藝節目主持人獎       | 入圍 |
| 2022年 | 《綜藝玩很大》       | 第57屆金鐘獎 益智及實境節目主持人獎 | 入圍 |
| 2023年 | 《綜藝大熱門》       | 第58屆金鐘獎 綜藝節目主持人獎       | 獲獎 |
| 2023年 | 《小明星大跟班》     | 第58屆金鐘獎 綜藝節目主持人獎       | 入圍 |
| 2023年 | 《綜藝玩很大》       | 第58屆金鐘獎 益智及實境節目主持人獎 | 入圍 |
| 2024年 | 《綜藝大熱門》       | 第59屆金鐘獎 綜藝節目主持人獎       | 入圍 |
| 2024年 | 《小明星大跟班》     | 第59屆金鐘獎 綜藝節目主持人獎       | 入圍 |

## 外部連結
- 吳宗憲的Facebook專頁
- 吳宗憲的Instagram帳戶
- YouTube上的吳宗憲頻道
- 吳宗憲的新浪微博
- 吳宗憲的抖音账号
- 吳宗憲在互联网电影资料库（IMDb）上的資料（英文）
- 吳宗憲在香港影庫上的簡介
- 吳宗憲在豆瓣上的资料（简体中文）
- 吳宗憲在时光网上的簡介（简体中文）
- 吳宗憲的哔哩哔哩个人空间